# Sculms
Sculms (toponimo tedesco) è una frazione del comune svizzero di Safiental, nella regione Surselva (Canton Grigioni).

## Geografia fisica
Il paese si trova nella val Safien; è composto da varie fattorie isolate e all'inizio del XXI secolo erano stabilmente abitate solo quelle di Mittelhof  e Vorderhof.

## Storia
Già frazione di Bonaduz, nel 1854 è stata integrata nel comune di Versam, il quale il 1º gennaio 2013 è stato aggregato agli altri comuni soppressi di Safien, Tenna e Valendas per formare il nuovo comune di Safiental.

## Società

### Evoluzione demografica
L'evoluzione demografica è riportata nella seguente tabella:
Abitanti censiti